# Discorso del predellino

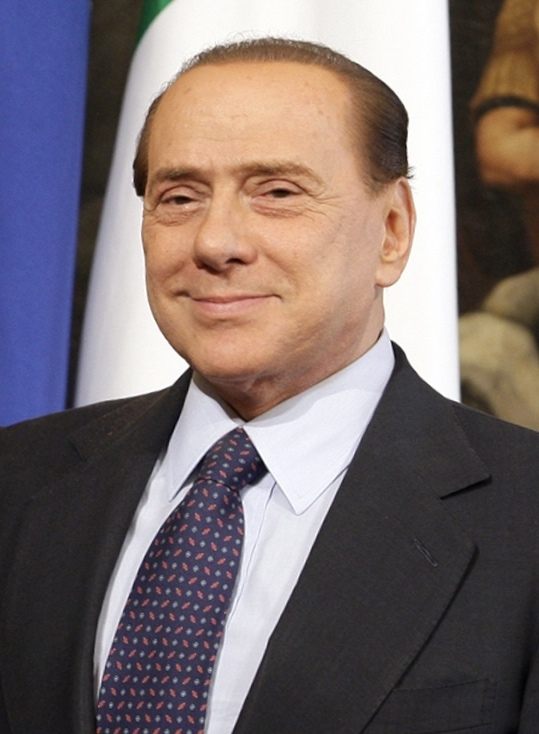
Il presidente del Popolo della Libertà e di Forza Italia, Silvio Berlusconi

È rimasto famoso come "discorso del predellino", l'estemporaneo annuncio di Silvio Berlusconi pronunciato dal predellino di un'automobile in piazza San Babila a Milano, con il quale proclamò la confluenza di Forza Italia – il partito da lui fondato e di cui era leader – in un nuovo partito di centrodestra, poi battezzato Il Popolo della Libertà.

## Presupposti
Tra il novembre del 2006 (fondazione del "Circolo della libertà") e l’agosto 2007 (registrazione del simbolo del Partito della Libertà per conto di Silvio Berlusconi ) si registrarono alcune iniziative di Michela Vittoria Brambilla, leader dei giovani di Confcommercio, finalizzate alla costituzione di un unico partito dei moderati, con alla guida il leader di Forza Italia. Tuttavia, nessuno degli alleati di Berlusconi si espresse pubblicamente sull'interesse a far parte del neonato partito e alcuni esponenti di primo piano di AN, UDC e Lega (Maurizio Gasparri, Lorenzo Cesa e Roberto Calderoli) rilasciarono dichiarazioni in senso contrario.
Il 19 agosto La Stampa annunciò come imminente il nuovo partito di Berlusconi con Brambilla segretario, circostanze smentite successivamente da Berlusconi.
Dopo un iniziale arretramento - viste le agitazioni interne a Forza Italia – il 30 agosto Berlusconi rilanciò la forma federativa del nuovo partito. L'8 settembre aggiunse di voler unificare i gruppi parlamentari di FI e AN. Il giorno dopo Gianfranco Fini, leader di Alleanza Nazionale, sollecitò un'accelerata al progetto.

## Contenuti del discorso
La data del 15 novembre 2007 fu un passaggio decisivo per la nascita del partito unico di centro-destra, poiché la legge finanziaria presentata dal Governo Prodi II passò al Senato con soli 161 voti favorevoli contro 157 contrari, acuendo il dibattito politico per il fatto che una manovra così importante si fosse giocata su un numero così esiguo di voti di differenza. Inoltre, durante le dichiarazioni di voto, Lamberto Dini aveva annunciato a nome suo e dei senatori liberaldemocratici la necessità di superare la presente fase politica. Tali dichiarazioni sembrarono un epitaffio al governo in carica e alla stessa legislatura, con conseguente ricorso alle elezioni anticipate nella primavera successiva. La mattina del 18 novembre 2007 sulle colonne de la Repubblica uscì un’intervista a Gianfranco Fini, il quale affermò la necessità di rilanciare l'alleanza nel centro-destra. Ciò indusse Berlusconi a stringere i tempi.
Attorno alle ore 18 del 18 novembre 2007, Silvio Berlusconi si presentò in piazza San Babila a Milano ove era in corso l'iniziativa nazionale Subito al voto, una campagna popolare di raccolta firme sotto i gazebo per chiedere nuove elezioni, organizzata da Forza Italia. Salendo sul predellino di un'auto, Berlusconi annunciò ai microfoni dei giornalisti la nascita ufficiale del nuovo grande partito del "popolo della libertà".
Berlusconi aggiunse che Forza Italia si sarebbe sciolta nel nuovo movimento politico e argomentò la sua svolta con il successo dell'iniziativa nei gazebo di Subito al voto.
Per la modalità inconsueta con cui si proclamò la fine di un partito e la nascita di un altro, si parlerà a lungo di "svolta del predellino".
Il 19 novembre Berlusconi, in una conferenza stampa di presentazione degli obiettivi del partito, annunciò che sarebbero stati gli elettori a sceglierne il nome definitivo e che si sarebbero tenute elezioni primarie per eleggere il leader. In tale occasione Berlusconi presentò il simbolo e dichiarò che il nome del nuovo soggetto politico sarebbe stato scelto dagli stessi elettori nell'occasione di una seconda raccolta di firme, durante la quale si sarebbero organizzate anche le prime pre-iscrizioni.
Venne poi inviata una lettera agli iscritti di Forza Italia, con la quale Berlusconi confermava la fine di quel partito.

## Conseguenze
Il partito non raccolse, in quel momento, il consenso dei tre principali alleati di Forza Italia, la Lega, l'UdC e Alleanza Nazionale; quest'ultima, pur avendo fin allora sostenuto il progetto unitario, contestò il modo d'agire del leader di Forza Italia, con dichiarazioni pubbliche di Fini.
Berlusconi, tuttavia, proseguì con la costruzione del nuovo partito. Il 2 dicembre tornarono in piazza i gazebo di Forza Italia, con l'ausilio dei Circoli della Libertà, per invitare i cittadini a scegliere il nome del nuovo soggetto politico. Il 12 dicembre 2007 Berlusconi annunciò su la Tv della Libertà che era prevalsa l'opzione Il Popolo della Libertà su Il Partito della Libertà, con il 63,14% dei voti contro il 36,86%. Il 15 viene annunciata la costituente del nuovo partito per il 27 marzo 2008.
Il 21 gennaio, dopo le dimissioni da ministro del suo leader Clemente Mastella, L'UDEUR passò all'opposizione. Il Presidente del Consiglio Prodi richiese la fiducia, che gli fu negata dal Senato con 156 sì, 161 no e 1 astenuto. Il 6 febbraio 2008, il Presidente della Repubblica Giorgio Napolitano decretò lo scioglimento delle Camere e fissò nuove elezioni.
L'8 febbraio 2008 giunse quindi l'accordo tra FI e AN, che alle prossime elezioni politiche sarebbero andate unite come PdL. Il 27 febbraio viene sottoscritto davanti al notaio Paolo Becchetti da Berlusconi e Fini l'atto costitutivo dell'associazione Il Popolo della Libertà. Il 29 febbraio 2008 venne presentato il programma elettorale del cartello elettorale strutturato in sette punti principali (o missioni).
Le elezioni videro la vittoria della coalizione formata da Popolo della Libertà, Lega Nord e Movimento per l'Autonomia e il ritorno al governo del centrodestra dopo due anni con il Governo Berlusconi IV.
Il 21 novembre 2008 il consiglio nazionale di Forza Italia sancì ufficialmente la confluenza nel PdL e diede a Berlusconi pieni poteri nella fase di transizione. Dal 27 al 29 marzo 2009 si ebbe il congresso costituente del nuovo partito